# Camillo Paolucci

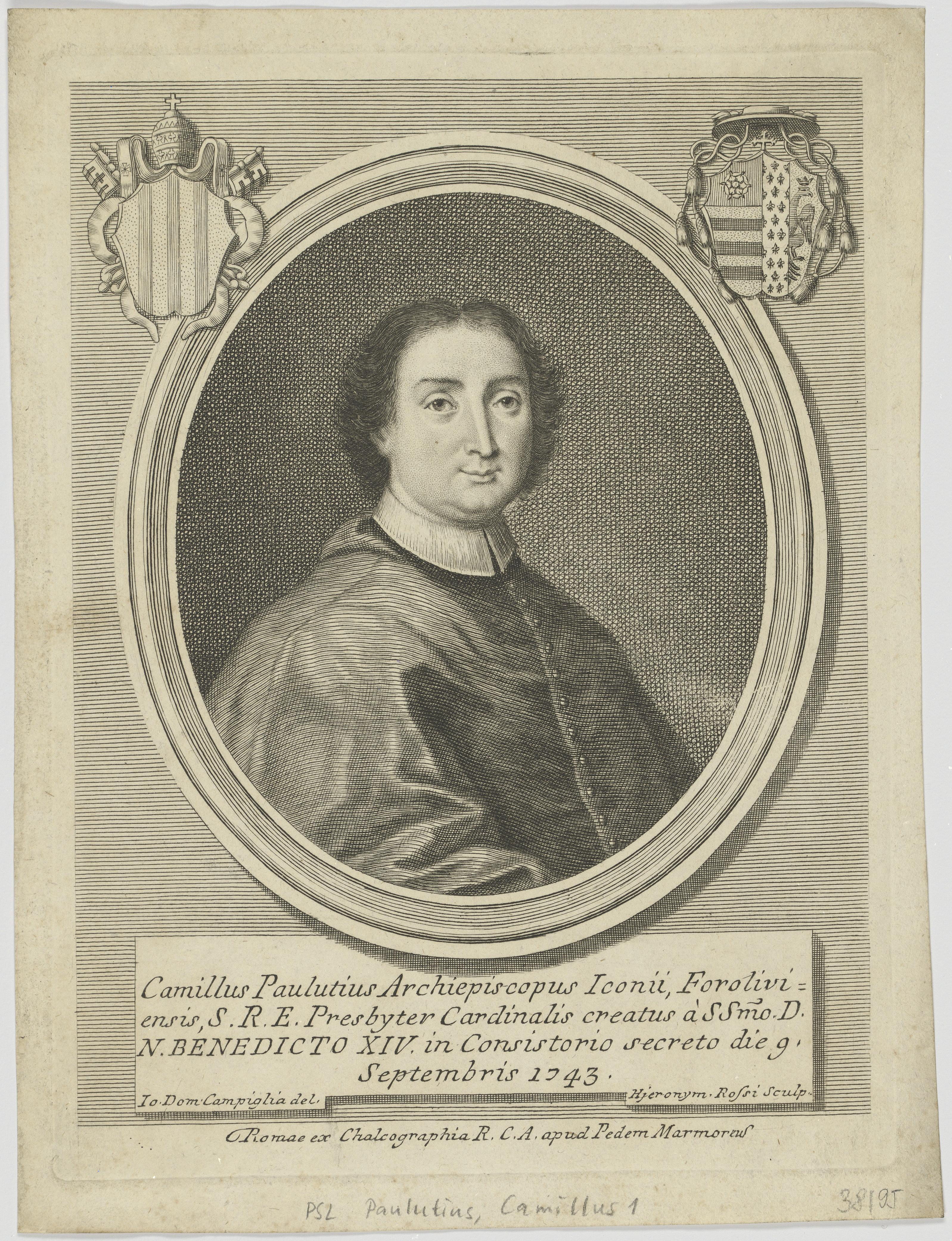
Camillo Kardinal Paolucci

Camillo Paolucci (* 9. Dezember 1692 in Forlì; † 11. Juni 1763 in Rom) war ein päpstlicher Diplomat und Kardinal.

## Leben
Camillo Paolucci, Neffe des Kardinalstaatssekretärs Fabrizio Paolucci, studierte Zivil- und Kirchenrecht und wurde 1714 Kanonikus des Domkapitels der Lateranbasilika. 1718 verlieh ihm Papst Clemens XI. den Titel eines Päpstlichen Hausprälaten und ernannte ihn zum Referenten der Apostolischen Signatur. Am 23. Dezember 1719 empfing er die Priesterweihe. Unter Papst Innozenz XIII. wurde er Leutnant des Vikariates von Rom. Sein Onkel Fabrizio Paolucci ernannte ihn 1724 zum Generalvikar seiner Diözese Porto e Santa Rufina.
Papst Benedikt XIII. ernannte Paolucci am 2. Juli 1724 zum Titularerzbischof von Iconium. Die Bischofsweihe spendete ihm am 2. August desselben Jahres sein Onkel Fabrizio Paolucci. Mitkonsekratoren waren der spätere Kardinal Prospero Marefoschi und Tommaso Cervini, Titularerzbischof von Nicomedia. Im Juni 1727 wurde er außerordentlicher Nuntius in Polen, 1728 schließlich Apostolischer Nuntius. Papst Clemens XII. ernannte Paolucci 1738 zum Apostolischen Nuntius in Österreich, was er bis 1745 blieb.
Papst Benedikt XIV. nahm ihn bereits am 9. September 1743 ins Kardinalskollegium auf. Aufgrund der Erbfolgekämpfe in Deutschland war es ihm bis 1746 nicht möglich, nach Rom zu kommen. Erst dann konnte der Papst ihm die Titelkirche Santi Giovanni e Paolo zuweisen. Im selben Jahr wurde Kardinal Paolucci Apostolischer Legat in Ferrara. In Ferrara blieb er bis 1750. Im September 1756 wies ihm Benedikt XIV. die Titelkirche Santa Maria in Trastevere zu. Nach dessen Tod nahm Kardinal Paolucci am Konklave 1758 teil. Er wandte sich öffentlich gegen die Wahl von Papst Clemens XIII. Dieser nahm ihn noch im November 1758 in die Reihe der Kardinalbischöfe auf und wies ihm das Bistum Frascati zu. Drei Jahre später wurde er Kardinalbischof von Porto e Santa Rufina und Kardinalsubdekan.
Camillo Paolucci starb 1763 im Alter von 70 Jahren und wurde in der Kirche San Marcello al Corso in Rom bestattet. An der Totenmesse für ihn nahmen 20 Kardinäle teil.